# Upplands runinskrifter 1051
U 1051 är en vikingatida runsten av gråröd granit i Björklinge, Uppsala kommun. Stenen är rest på prästgården i närheten av det dike där den återfanns 1860.

## Inskriften
Translitterering av runraden:
fastulfr ' lit ' rita stan etʀ ' suar sin ' ok ' iofast ' eftʀ ' uihmt ' faþu sen
Normalisering till runsvenska:
Fastulfʀ let retta stæin æftiʀ svær sinn, ok Iofast æftiʀ Vigmund, faður sinn.
Översättning till nusvenska:
Fastulv lät uppresa stenen till minne av sin svärfader, och Jofast till minne av Vigmund, sin fader.